# Cincelichthys ufermanni
Cincelichthys ufermanni (Syn.: Cichlasoma ufermanni, Kihnichthys ufermanni, Theraps ufermanni, Vieja ufermanni) ist eine nur wenig erforschte Buntbarschart, die auf der karibischen Seite Mittelamerikas im Stromgebiet des Usumacinta in der guatemaltekischen Provinz Petén und im Südosten Mexicos vorkommt.

## Merkmale
Cincelichthys ufermanni wird maximal 25 cm lang und hat eine typische, bullige Buntbarschgestalt mit einem großen, hohen Kopf und einem kleinen Maul. Diagnostische Merkmale der Art ist ein dunkler Fleck auf der Mitte und dem hinteren Abschnitt des Schwanzstiels sowie spaten- bzw. meißelförmige Zähne im vorderen Abschnitt von Ober- und Unterkiefer. Die Kombination dieser Merkmale unterscheidet Cincelichthys ufermanni von allen anderen herichthyinen Buntbarschen (nordmittelamerikanische Klade der Heroini). Die ähnliche Gattung Vieja hat einen größeren Fleck auf dem Schwanzstiels und konische oder zweispitzige Zähne.

## Systematik
Die Buntbarschart wurde 2002 durch den Franzosen R. Allgayer als Vieja ufermanni beschrieben, später auch den Gattungen Cichlasoma und Theraps und ist seit Mitte 2015 als einzige Art der Gattung Kihnichthys zugeordnet. Der Gattungsname wurde zu Ehren von Herman A. Kihn vergeben, der sein Leben lang die Fischfauna Guatemalas erforscht hat. Da der Unterschied zwischen Kihnichthys und Cincelichthys (die unterschiedliche Größe des Schwanzflossenflecks) aber nicht ausreichend sind eine eigenständige Gattung einzuführen, wurde die Gattung Kihnichthys 2020 mit Cincelichthys synonymisiert.